# كارولينا بلسكوفا
كارولينا بليشكوفا (بالتشيكية: Karolína Plíšková)‏ هي لاعبة تنس تشيكية وصلت للتصنيف الرابع عالميًا كأعلى تصنيف لها منذ انطلاقتها، وهي كانت أكثر لاعبة حققت ارسالات ساحقة بعد الأمريكية سيرينا ويليامز. لدى كارولينا 7 نهائيات في الفردي و4 في الزوجي. فازت ب3 بطولات فردية في ماليزيا 2013 سيؤل 2014 ولينز 2014 وفي الزوجي لديها 4 بطولات وهما لينز 2013 ونرومبروجر 2014 وباد جاستين 2014 وهونغ كونغ 2014 وكانت بليشكوفا لاعبة متطورة بحيث فازت في أمريكا المفتوحة 2014 على آنا إيفانوفيتش 7-5 6-4 وتمكنت من العبور إلى الدور النهائي في بطولة سيدني هذا العام لكنها خسرت بصعوبة امام مواطنتها بيترا كفيتوفا 6-7 6-7 لتصبح في المركز 20 عالميًا.

## روابط خارجية
- كارولينا بلسكوفا على موقع رابطة محترفات التنس (الإنجليزية)
- كارولينا بلسكوفا على موقع الاتحاد الدولي لكرة المضرب (الإنجليزية)
- كارولينا بلسكوفا على موقع كأس بيلي جين كينغ (الإنجليزية)
- كارولينا بلسكوفا على موقع بطولة ويمبلدون (الإنجليزية)
- كارولينا بلسكوفا على موقع خلاصة التنس.كوم (الإنجليزية)
- كارولينا بلسكوفا على موقع أوليمبيديا (الإنجليزية)
- كارولينا بلسكوفا على موقع اللجنة الأولمبية التشيكية (التشيكية)

- Official website
- Karolína Plíšková على موقع رابطة محترفات كرة المضرب
- Karolína Plíšková في الاتحاد الدولي لكرة المضرب